# Raumverteidigung
Raumverteidigung ist ein von dem österreichischen General Emil Spannocchi (1916–1992) Ende der 1960er Jahre entwickeltes militärisches Konzept, welches im Gegensatz zur vorwärtigen Grenzverteidigung im Rahmen der so genannten umfassenden Landesverteidigung eine Verteidigung des Territoriums durch den Kampf in Schlüsselzonen und Raumsicherungszonen in der Tiefe, auch durch verdeckt in den Flanken operierende Kräfte durch das österreichische Bundesheer vorsah.

## Schlüsselzonen
Für den Begriff der Schlüsselzonen, der für das Konzept der Raumverteidigung essentiell wichtig ist, gibt das Magazin des österreichischen Bundesheeres die folgende Definition:

„Als Schlüsselzonen wurden jene Geländeteile definiert, die ein Aggressor für die Erreichung seines militärischen Zieles unbedingt in Besitz nehmen musste.“

## Konzept
Das Konzept der Raumverteidigung (nach dem Armeekommandanten als „Spannocchi-Doktrin“ bekannt) bestand darin, einen möglichen Aggressor nicht in einer großen Verteidigungsschlacht zu besiegen, sondern stattdessen durch eine Kombination aus starker Verteidigung in Schlüsselzonen einerseits und Kleinkrieg wie zum Beispiel stetiger Überfälle auf Nachschublinien und andere Ziele im gegnerischen Hinterland andererseits zu behindern und abzunutzen. Durch die auf diese Art erzielte Verzögerung und des zu hohen „Durchmarschpreises“ sollten potenzielle Gegner von vornherein davon abgehalten werden, einen Durchmarsch durch das Territorium Österreichs zu versuchen, der nur bei Überraschung der NATO oder des Warschauer Paktes durch Schnelligkeit Sinn gehabt hätte.
Der Kampf in den Schlüsselzonen sollte durch Verteidigung von Schlüsselräumen und Sperrzonen erfolgen, die mit tausenden „Festen Anlagen“ (Bunker), vorbereiteten Sperren, Feldsperren, Flusssperren, Sprenganlagen, Landwehrlagern etc. und starken Einheiten geschützt waren – z. B. die Brucker Pforte. Die Schlüsselzonen und Sperranlagen befanden sich großteils im Donauraum und im alpinen, d. h. leichter zu verteidigenden Bereich und waren vor allem in der östlichen Landeshälfte gegen den Warschauer Pakt, in Tirol vor allem gegen die NATO aus Deutschland und Italien gerichtet.
Die Bundesregierung hätte sich in die Einsatzzentrale Basisraum zurückziehen sollen. Außerhalb der Schlüsselzonen gab es die sogenannten Raumsicherungszonen, in denen durch eine guerillaartige Kleinkriegstaktik durch Jagdkampfbataillone ein Angreifer (der nach damaliger Planung NATO bzw. Warschauer Pakt oder Jugoslawien war) einen möglichst hohen Eintrittspreis ins neutrale Österreich zahlen sollte und auch danach mit Aktionen gegen seine Nachschublinien und rückwärtigen Einheiten bekämpft worden wäre (siehe auch zum Beispiel Kriegsführung in Afghanistan). Eine starke Verteidigung außerhalb der Schlüsselzonen direkt ab der Staatsgrenze war für den Operationsfall Jugoslawien vorgesehen.
Die Raumverteidung lehnt sich damit an die Motti-Taktik der Finnen im Winterkrieg an sowie den Jagdkampf.

## Abschreckungswirkung
Das Raumverteidigungskonzept wurde, wie aus inzwischen veröffentlichten Dokumenten der ehemaligen potentiellen Gegner hervorgeht, im Ausland durchaus ernst genommen. So plante zum Beispiel die Ungarische Volksarmee für eine nur leicht geschützte Raumsicherungszone 50 bis 70 Geschütze und Granatwerfer, 10 bis 15 Panzer und 15 bis 20 Geschütze (im Direktbeschuss) pro Kilometer ein. Bei einem derartigen Kräfteeinsatz würde das Tempo des Vormarsches innerhalb der Raumsicherungszone 2,5 bis 3 Kilometer pro Stunde betragen. Für einen Vormarsch in den Schlüsselzonen sahen sich die Ungarn damals nicht gerüstet.
Ein Einmarsch der NATO aus Italien hätte dank der in den Tälern vorbereiteten Sperren und Sprengpläne effizient behindert werden können. Kritischen Einwänden hinsichtlich eines möglichen Einsatzes von Kernwaffen durch den Gegner konnte entgegengehalten werden, dass durch die verschiedenen Kampfverfahren der Raumverteidigung der enge Kontakt zum Gegner hergestellt werden soll, was einen Einsatz nuklearer Kampfmittel unmöglich macht. Außerdem konnte angenommen werden, dass es nicht im taktischen Interesse des Gegners gelegen sein kann, das Gelände, das er für den Durchmarsch und letztlich auch für seinen eigenen Nachschub nutzen musste, nachhaltig zu kontaminieren.

## Organisation
In großen Raumverteidigungsübungen wurden verschiedene Szenarien geübt – dabei wurden auch mehrmals Spione verhaftet; 1979 auch einer aus der Schweiz.
Das in Landwehr-Stammregimentern organisierte Heer hatte einen sehr hohen, aber gut ausgebildeten Milizanteil (Planung 300.000 Mann). Milizsoldaten des Vorarlberger Jagdkampfbataillons (JaKB) 911 hatten wie in der benachbarten Schweiz sogar das Sturmgewehr mit Munition zu Hause. Eine Ausdehnung dieser Regelung auf andere Einheiten in Westösterreich war geplant, wurde jedoch durch das absehbare Ende des Kalten Krieges nicht mehr umgesetzt. Mit dem Zerfall des Warschauer Paktes war auch das Raumverteidigungskonzept überholt. Ab 1992 erfolgte daher die Umgliederung der Landwehrstammregimenter in Jäger- und Stabsregimenter und eine deutliche Reduktion der personellen Stärke.

## Siehe dazu auch
- Jagdkampf